# Ar-Rauda (Egipt)
Ar-Rauda – miejscowość w Egipcie, w muhafazie Al-Minja. W 2006 roku liczyła 26 357 mieszkańców.